# Mustafa Kamil

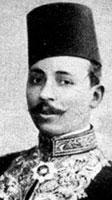

Mustafa Kamil (ur. 14 sierpnia 1874 w Kairze, zm. 10 lutego 1908 tamże) – ideolog egipskiego ruchu narodowego, przywódca Partii Nacjonalistycznej, prawnik i dziennikarz.

## Życiorys

### Pochodzenie i edukacja
Pochodził z rodu zamożnych kupców zbożowych z Tanty. Jego ojciec na rozkaz Muhammada Alego został przymusowo oddany na naukę do szkoły wojskowej i został oficerem. Matka również pochodziła z rodziny wojskowego. W domu przyszłego aktywisty narodowego panowała patriotyczna atmosfera. Jak wspominał Kamil, codziennie po wieczornej modlitwie ojciec opowiadał dzieciom historie o bohaterstwie Arabów i nakazywał im w przyszłości służyć narodowi egipskiemu. Mustafa Kamil ukończył szkołę prawną w Kairze, następnie kontynuował studia w tym kierunku na Uniwersytecie w Tuluzie, uzyskując dyplom w 1894. Otrzymywał stypendium na naukę od ministra oświaty Alego Mubaraka.
Jego kolegą ze studiów w Egipcie był Fu’ad Salim al-Hidżazi, który wprowadził go do prowadzonego przez jego ojca Latifa salonu politycznego. Poznał tam Alego al-Lajsiego, byłego poety nadwornego kedywa Ismaila i został przedstawiony kedywowi Abbasowi II Hilmi. Uczestnicy spotkań w salonie Latifa Salima utworzyli następnie Partię Nacjonalistyczną, tajną grupę niepodległościową, do której od 1893 należał również Kamil.
Już jako uczeń szkoły średniej założył niewielkie koło patriotyczne, a wykształcenie prawnicze miało mu umożliwić skuteczniejszy udział w walce o wyzwolenie Egipcjan. Historia Egiptu i Arabów, jak również dzieje rewolucji i walk narodowowyzwoleńczych pozostawała szczególnym przedmiotem jego zainteresowań. Był członkiem Izby Adwokackiej, jednak nigdy nie pracował w zawodzie.
Studiując we Francji, Mustafa Kamil w imieniu partii  nagłaśniał sprawę walki o niepodległość Egiptu. Głosił potrzebę wyzwolenia Egiptu spod kontroli brytyjskiej, którą uważał za przyczyną wszystkich nieszczęść swojej ojczyzny. Po powrocie do kraju w 1894 stanął na czele Partii Nacjonalistycznej.

### Publicysta
Od 1893 Mustafa Kamil był aktywnym publicystą politycznym, pisał dla al-Ahram i al-Muajjad, rozpoczął również wydawanie studenckiego pisma al-Madrasa. Od 1895 publikował także w prasie francuskojęzycznej.
W swoich artykułach poruszał przede wszystkim bieżące problemy Egiptu. Krytykował politykę Wielkiej Brytanii wobec tego kraju, dociekał przyczyn zniewolenia egipskiego społeczeństwa także w postawach samych Egipcjan wobec obcej dominacji, podkreślał niewielką świadomość polityczną Egipcjan i problemy systemu politycznego panującego przed 1882. Wskazywał na strategiczne położenie Egiptu na przecięciu szlaków handlowych. Rzadziej nawiązywał do starszej historii Egiptu muzułmańskiego i starożytnego. Wzywał Egipcjan do wspólnej walki o niezależność, uważał, że jedność narodowa odegra w niej większą rolę niż pomoc zachodnia. Głównym fundamentem tej jedności miało być poczucie obowiązku patriotycznego, zaś wspólnota wiary muzułmańskiej dopiero w drugiej kolejności. Koncepcję patriotyzmu Kamil zaczerpnął z myśli politycznej Europy Zachodniej, którą mógł poznawać w czasie studiów we Francji. Poczucie patriotyzmu egipskiego miało być wspólne dla społeczności arabskiej i koptyjskiej. Kamil równocześnie uważał, iż wiara religijna jest konieczna dla rozwoju narodów i podkreślał dorobek islamu. Początkowo liczył na uzyskanie niepodległości przez Egipt dzięki interwencji mocarstw europejskich, ale po porozumieniu brytyjsko-francuskim w sprawie Faszody w 1904 uznał za najważniejszego sojusznika Egipcjan Turcję. Za swoje protureckie publikacje otrzymał w 1904 tytuł paszy od sułtana Abdülhamida II.
W 1895 Kamil udał się w podróż do Francji. Spotkał się z grupą miejscowych polityków, w tym z przewodniczącym Zgromadzenia Narodowego. Dobrze przyjmowany był zwłaszcza w kręgach konserwatywnych, opublikował na łamach prasy kilka tekstów omawiających sytuację Egiptu i krytykujących politykę brytyjską. W drodze powrotnej zatrzymał się w kilku innych państwach europejskich, głosząc potrzebę wyzwolenia Egiptu i twierdząc, iż działalność Brytyjczyków na Bliskich Wschodzie stanowi zagrożenie dla pokoju.
Działalność publiczną kontynuował w Egipcie. Organizował publiczne wiece dla Egipcjan oraz dla cudzoziemców, na których wzywał do opuszczenia kraju przez Brytyjczyków. Początkowo jego aktywność odbywała się za zgodą i z poparciem kedywa, który finansował zagraniczne podróży Kamila. Na początku XX w. działacz uznał jednak, iż kedyw i jego otoczenie niedostatecznie zdecydowanie upomina się o niezależność Egiptu i zakończył współpracę z nim. W 1904 zaprzestał publikowania w związanych z kedywem piśmie al-Muajjid i założył własny dziennik al-Liwa. W jego tekstach pojawiły się akcenty islamskie, równocześnie domagał się wdrożenia w Egipcie systemu parlamentarnego.
Na fali protestów związanych z procesem chłopów z Dinszawaj kedyw i nacjonaliści, pod wodzą Kamila, ponownie doszli do porozumienia. Pozwoliło to na nadanie Partii Nacjonalistycznej statusu legalnie działającego ugrupowania z jawnym programem. Znalazło się w nim żądanie wycofania wojsk brytyjskich z Egiptu, nadaniu krajowi konstytucji. Kamil zapewniał również, że niepodległy Egipt będzie respektował zaciągnięte wcześniej zobowiązania finansowe i uszanuje prawa cudzoziemców.
Mustafa Kamil zachorował i zmarł przedwcześnie w wieku 34 lat. Jego pogrzeb był ogromną manifestacją patriotyczną, w której wzięło udział 50 tys. osób.

### Prace
Mustafa Kamil jest autorem dwóch znaczących prac historycznych i politycznych: Kwestii wschodniej (wydanej w 1890) oraz Wschodzącego słońca, dotyczącej Japonii. W pierwszej z nich opisywał zagadnienia polityki Turcji oraz krajów europejskich we wschodnim basenie Morza Śródziemnego od XVIII stulecia do zajęcia Egiptu przez Wielką Brytanię w 1882. Druga praca została wydana po wojnie rosyjsko-japońskiej, a zwycięska Japonia została w niej przedstawiona jako wzór do naśladowania dla Egiptu. Jest również autorem dramatu Zdobycie Andaluzji.